# Epipleoneura pereirai
Epipleoneura pereirai là loài chuồn chuồn trong họ Protoneuridae. Loài này được Machado mô tả khoa học đầu tiên năm 1964.